# Franciszek Olszewski (ułan)
Franciszek Olszewski (ur. 1769 pod Warszawą – zm. ok. 1869) – pułkownik ułanów.
Był uczestnikiem insurekcji kościuszkowskiej, walczył w Legionach Polskich we Włoszech, Egipcie, Syrii i na San Domingo. W czasie wojny 1812 roku dostał się do niewoli rosyjskiej. Zesłany na Syberię. Po zakończeniu zesłania wyjechał do Szwecji. Walczył w powstaniu listopadowym, ponownie wzięty przez Rosjan do niewoli, został zesłany do Tomska. Do kraju powrócił w 1837 roku. Odbył pielgrzymki do Jerozolimy i Santiago de Compostella. 